# Kārlis Skalbe
Kārlis Skalbe (1879-1945) fue un escritor y poeta letón.
Es conocido principalmente por sus 72 cuentos de hadas, que en realidad están escritos para adultos. Ha sido llamado «el rey de los cuentos de hadas», y sus palabras han sido inscritas en el Monumento a la Libertad de Riga.
En 1987 su residencia de verano se convirtió en un museo dedicado a su vida y su obra.

## Vida
Trabajó como maestro y periodista. Tras la Revolución Rusa de 1905, se trasladó a vivir a Suiza, Finlandia y Noruega. Retornó a Letonia en 1909 y fue enviado 18 meses a la cárcel por actividades revolucionarias. Luchó como fusilero letón en 1916.
Permaneció en Letonia hasta 1944, cuando ya era evidente que tras la Guerra la Unión Soviética invadiría Letonia. Se trasladó a Suecia y murió a los pocos meses.